# Ivan Tomeljak
Ivan Tomeljak, né le 2 février 1979, à Split, en république fédérative socialiste de Yougoslavie, est un ancien joueur de basket-ball croate. Il évolue durant sa carrière au poste de meneur.